# Baldwinowice (Namysłów)

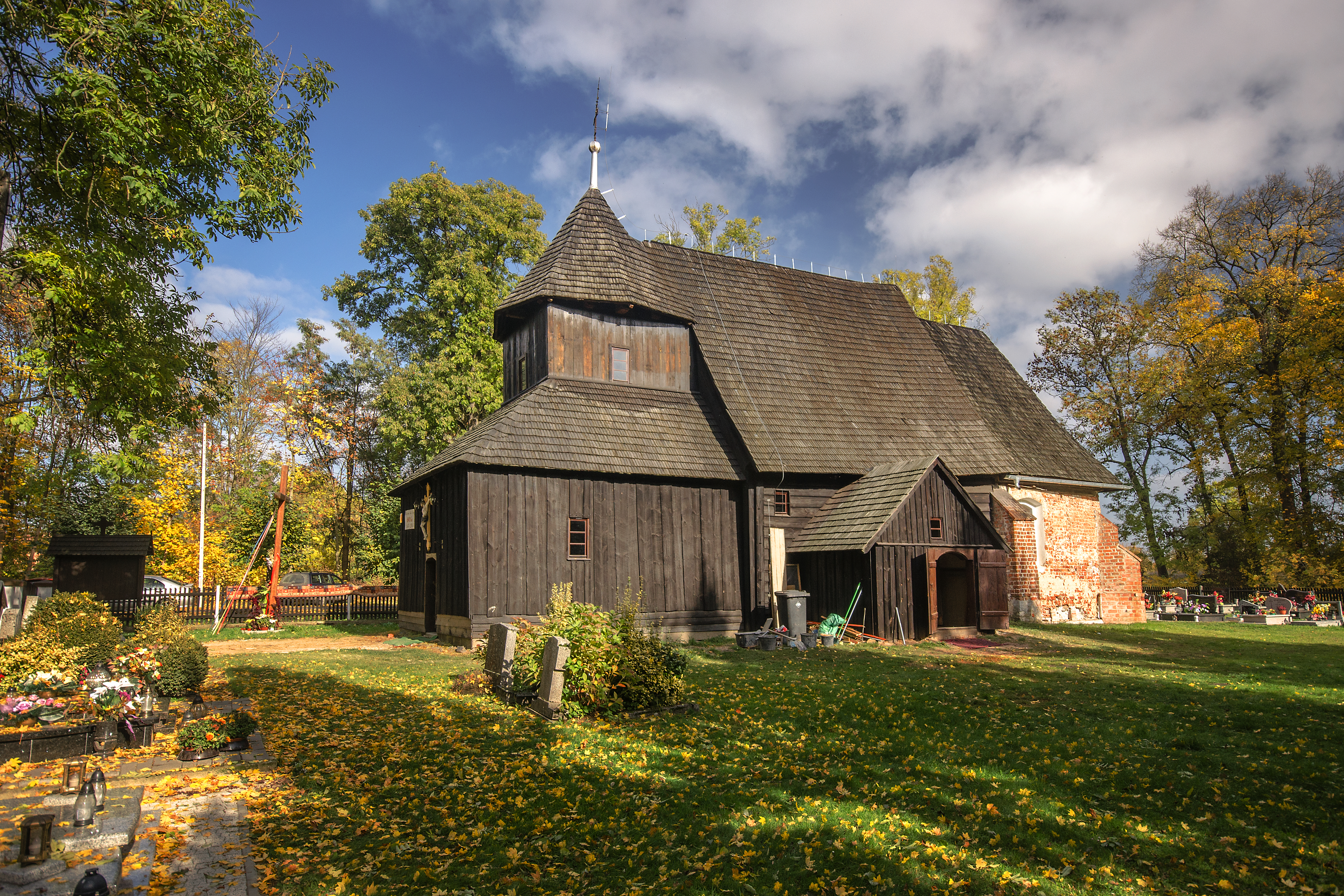
Dreifaltigkeitskirche

Baldwinowice (deutsch Belmsdorf) ist ein Ort in der Stadt- und Landgemeinde Namysłów (Namslau) im Powiat Namysłowski der Woiwodschaft Oppeln in Polen. Ortsteil von Baldwinowice ist der Weiler Marysin (Marienhof).

## Geographie
Baldwinowice liegt in der Nizina Śląska (Schlesische Tiefebene), zehn Kilometer nordöstlich von Namysłów (Namslau) und 61 Kilometer nördlich von Opole an der Studnica, einem linken Zufluss der Widawa an der stillgelegten Bahnstrecke Syców–Bukowa Śląska. Nordöstlich verläuft die Grenze zur Woiwodschaft Großpolen. Diese bildete bis 1939 die Grenze zwischen Polen und dem Deutschen Reich.
Nachbarorte von Baldwinowice sind im Nordosten Skoroszów (Skorischau), im Osten Igłowice (Haugendorf) und im Süden Bukowa Śląska (Buchelsdorf).

## Geschichte
„Badwinowitz“ wurde erstmals im Jahre 1300 erwähnt. Weitere Namensformen waren 1353 Balduinuilla, 1365 Baldewinsdorf und 1376 Beldwinsdorff.
Nach dem Ersten Schlesischen Krieg 1742 fiel Belmsdorf mit dem größten Teil Schlesiens an Preußen.
Nach der Neuorganisation der Provinz Schlesien gehörte die Landgemeinde Belmsdorf ab 1816 zum Landkreis Namslau im Regierungsbezirk Breslau. 1845 bestanden im Dorf eine katholische Kirche, ein Vorwerk, eine katholische Schule, eine Windmühle, eine Kapelle und 62 Häuser. Im gleichen Jahr lebten in Belmsdorf 385 Einwohner, davon einer evangelisch. 1874 wurde der Amtsbezirk Kaulwitz gegründet, dem die Landgemeinden Belmsdorf, Kaulwitz und Michelsdorf sowie die Gutsbezirke Belmsdorf, Kaulwitz und Michelsdorf eingegliedert wurden.
1933 zählte der Ort 147 sowie 1939 144 Einwohner. Bis 1945 gehörte der Ort zum Landkreis Namslau.
1945 kam der bisher deutsche Ort unter polnische Verwaltung, wurde in Baldwinowice umbenannt und der Woiwodschaft Schlesien angeschlossen. 1950 wurde Baldwinowice der Woiwodschaft Oppeln zugeteilt. 1999 wurde es Teil des wiedergegründeten Powiat Namysłowski.

## Sehenswürdigkeiten
- Die römisch-katholische Dreifaltigkeitskirche (Kościół Świętej Trójcy) wurde 1592 errichtet. Der gotische Chor und die Sakristei stammen aus der Zeit vor 1414. Der Westturm stammt aus der zweiten Hälfte des 17. Jahrhunderts. Von 1583 bis 1654 wurde die Kirche von Gläubigen der evangelischen Konfession genutzt.[5]